# Каральний похід Кашмира Мелецького
Каральний похід Кашмира Мелецького - це була акція за королівським наказом у лютому 1638 р. зорганізувати каральну експедицію для остаточної Розправи над «бунтівниками».

## Перебіг подій
Після одного з боїв під Полтавою Яків Острянин відійшов на Запорожжя. За участь у козацько-селянському повстанні його родинні маєтності поблизу Києва привілеєм Владислава IV від 22 березня 1638 р. передавалися у володіння жовніра корогви Самуїла Лаща шляхтича Мацея Ломанського.
В той час на Запорозькій Січі гуртувався кількатисячний козацький загін. Були в ньому й соратники Павлюка: Дмитро Гуня та Карпо Скидан, які готувалися до нового виступу на волості. Водночас власті за королівським наказом у лютому 1638 р. зорганізували каральну експедицію для остаточної Розправи над «бунтівниками». Її очолив старший комісар Кашмир Мелецький. Коронний гетьман Станіслав Конецпольський вручив йому спеціальну інструкцію, в якій містилася вказівка про повернення із Запорожжя до своїх панів виписаних Реєстру і спалення всіх козацьких чайок. В разі опору Січ На Базавлуці підлягала знищенню. До експедиції, крім кварцяного війська, були залучені й 4 тисячі реєстрових козаків, очолюваних старшим Ілляшем Караїмовичем.
Шляхетське посольство повернулося з Січі з відповіддю про недоцільність переговорів щодо виписаних з реєстру і їх повернення на волості. Спроба штурмом оволодіти козацькою твердинею не принесла бажаних результатів. Завдяки добре Ревізованій Яковом Острянином агітації значна кількість реєстрових перейшла на бік запорожців. В листі до С. Потоцького Казимир Мелецький пояснював свою невдачу небажанням козаків вести міжусобну різню: «з допомогою козаків трудно воювати проти їх же народу — як вовком орати»